# Mike Jones
Mike Jones, właściwie Michael Jones (ur. 6 stycznia 1981 w Houston w stanie Teksas, USA) – amerykański raper i aktor. Początkowo był związany z wytwórnią Swishahouse, później opuszczając ją, stał się właścicielem Ice Age Entertainment.
Jones ma młodszego brata, który również należy do Ice Age pod pseudonimem „Lil Soulja”. Jest również właścicielem klubu nocnego.

## Dyskografia

### Albumy studyjne
- Who Is Mike Jones? (19 kwietnia 2005[3])
- The Voice (28 kwietnia 2009[4])
- Expect the Unexpected[5] (2011)

### EP
- The American Dream (20 listopada 2007)[6]

### Mixtape'y
- King of the Streets (1 kwietnia 2004)
- Running 4 President (18 grudnia 2007)

### Single
- „Still Tippin'” (feat. Slim Thug & Paul Wall)
- „Back Then”
- „Flossin'” (feat. Big Moe)
- „Mr. Jones”
- „My '64” (feat. Bun B & Snoop Dogg)
- „Turning Heads”
- „Drop and Gimme 50” (feat. Hurricane Chris)

### Występy gościnne
- 2005: „Badd” (Ying Yang Twins gościnnie Mike Jones & Mr. ColliPark)
- 2005: „Draped Up (Remix)” (by Bun B gościnnie Lil’ Keke, Slim Thug, Chamillionaire, Paul Wall, Mike Jones, Aztek, Lil Flip & Z-Ro)
- 2005: „They Don't Know (Remix)” (Paul Wall feat. Mike Jones & Bun B)
- 2005: „I Got That Drank” (Frayser Boy feat. Mike Jones & Paul Wall)
- 2005: „Fresh Azimiz (Remix)” (Bow Wow feat. Mike Jones, J-Kwon & Jermaine Dupri)
- 2005: „Swervin” (Three 6 Mafia feat. Mike Jones & Paul Wall)
- 2006: „I’m Da Man” (E-40 feat. Mike Jones & Al Kapone)
- 2006: „I'm N Luv (Wit A Stripper)” (T-Pain feat. Mike Jones)
- 2006: „Way I Be Leanin'” (Juvenile feat. Mike Jones, Paul Wall, Wacko & Skip)
- 2006: „Pourin' Up” (Pimp C feat. Mike Jones & Bun B)
- 2007: „Won't Let You Down (Texas Takeover Remix)” (Chamillionaire feat. Slim Thug, Lil Keke, Mike Jones, Trae, Paul Wall, UGK & Z-Ro)

### Występy w teledyskach
- „Fresh Azimiz” - Bow Wow
- „D-Girl” - Brooke Valentine (feat. Pimp C)
- „Knockin' Doorz Down” - Pimp C (feat. P.O.P.)
- „The Game Belongs To Me” - UGK
- „Laffy Taffy” - D4L
- „Gangsta Party” - Yo Gotti (feat. 8 Ball, Bun B)

## Filmografia
- 2005: Punk'd
- 2005: Prison Break
- 2007: Zasady gry
- 2007: The American Dream
- 2008: Aqua Teen Hunger Force